# 60e cérémonie des Motion Picture Sound Editors Awards
La 60e cérémonie des Motion Picture Sound Editors Awards (MPSE Awards) ou Golden Reel Awards, décernés par la guilde des Motion Picture Sound Editors, s'est déroulée le 17 février 2013 et a récompensé les films de cinéma et de télévision diffusés en 2012.

## Palmarès

### Cinéma

#### Meilleur montage son d'un film d'animation
- Les Mondes de Ralph (Wreck-It Ralph)

#### Meilleur montage son d'un film documentaire
- Last call at the oasis

#### Meilleur montage son d'un film en langue étrangère
- De rouille et d'os
  - Le Monde de Narnia : Le Prince Caspian (The Chronicles of Narnia: Prince Caspian) – Glen Gathard

#### Meilleur montage son de la musique de film
- L'Odyssée de Pi (Life of Pi)

#### Meilleur montage son de la musique d'un film musical
- Les Misérables

#### Meilleur montage son de dialogue
- L'Odyssée de Pi (Life of Pi)

#### Meilleur montage son d'effets spéciaux
- Skyfall

#### Meilleur montage son - Effets sonores et bruitages dans un film
- Prometheus – Charlie Campagna, Harry Cohen, Dan O'Connell, John T. Cucci, Glenn T. Morgan, Alan Rankin, Victor Ray Ennis, Ann Scibelli, Mark P. Stoeckinger, Karen Vassar Triest et Tim Walston

### Télévision
- Meilleur montage son musical dans une série : Fringe : A short story about love
- Meilleur montage son musical dans une série musicale : Smash : Hell on earth
- Meilleur montage son court de dialogue : The Newsroom : Amen
- Meilleur montage son long de dialogue : Saison 2 du Trône de fer : Valar Morghulis
- Meilleur montage son court d'effets spéciaux : American Horror Story : Welcome to Briarcliff
- Meilleur montage son long d'effets spéciaux : Saison 2 du Trône de fer : Valar Morghulis
- Meilleur montage son musical dans un téléfilm : Hemingway & Gellhorn
- Meilleur montage son musical dans un téléfilm musical : Let It Shine

### Récompenses spéciales
- MPSE Award du réalisateur : Ang Lee
- MPSE Career Achievement Award : John Roesch